# Pallas Athene (Rembrandt)
Pallas Athene is een schilderij van Rembrandt in het Museu Calouste Gulbenkian in Lissabon.

## Voorstelling
De afgebeelde persoon houdt met zijn rechterhand een speer vast en met zijn linkerhand een schild met de kop van Medusa, een figuur uit de Griekse mythologie, te herkennen aan de slangen op haar hoofd. Dit en de uil op zijn helm wijzen op de godin Athene. In de kunsthistorische literatuur bestaat verschil van mening over het precieze onderwerp van het schilderij. In de 17e eeuw werd de figuur van Athene vaak verward met die van Alexander de Grote. De geportretteerde, met zijn androgyne uiterlijk, kan dan ook als Alexander de Grote bedoeld zijn.
Rembrandt ontleende de figuur mogelijk aan de optocht in 1659 in Amsterdam gehouden ter gelegenheid van het huwelijk van Henriëtte Catharina van Oranje en Johan George II van Anhalt-Dessau. Mogelijk nam Rembrandts zoon, Titus, deel aan deze optocht in de rol van Athene. Deze theorie is gebaseerd op een prent met een figuur die in houding en kleding verwant is aan die op Rembrandts schilderij.

## Herkomst
Tsarina Catharina II van Rusland kocht het werk in 1781 via Melchior Grimm met de verzameling van comte Baudouin in Parijs. Catharina schonk het vervolgens aan haar geliefde, Alexander Lanskoy in Sint-Petersburg. Later werd het overgebracht naar de Hermitage, eveneens in Sint-Petersburg. Op 27 juni 1930 werd het verworven door het Museu Calouste Gulbenkian via kunsthandel Antikvariat.
Adriaantje Hollaer · Ahasveros en Haman aan het feestmaal van Esther · De anatomische les van Dr. Deijman · De anatomische les van Dr. Nicolaes Tulp · Andromeda aan de rots geketend · Aristoteles bij de buste van Homerus · Artemisia · Badende vrouw · Bathseba met de brief van koning David · De blindmaking van Simson · De brillenverkoper · Buitenlandse admiraal · Christus in de storm op het meer van Galilea · Christus met een staf · Danaë · David en Uria · De doop van de kamerling · Het feestmaal van Belsazar · Flora · Gelijkenis van de rijke dwaas · Historiestuk · Jacob zegent de zonen van Jozef · Jeremia treurend over de verwoesting van Jeruzalem · Het Joodse bruidje · De maaltijd in Emmaüs · Marten Soolmans en Oopjen Coppit · Mozes en de tafelen der wet · De Nachtwacht · Het offer van Abraham (1635) · Pallas Athene · Portret van een man met handschoenen in de hand · Portret van een man · Portret van Amalia van Solms · Portret van Baertje Martens · Portret van Herman Doomer · Portret van Jan Six · Portret van Johannes Wtenbogaert · Portret van Maurits Huygens · De samenzwering van de Bataven onder Claudius Civilis · De schilder in zijn atelier · De Staalmeesters · De steniging van de Heilige Stefanus · Terugkeer van de verloren zoon · Titus aan de lezenaar · Titus als monnik · De Vaandeldrager · De verloochening van Petrus · De verloren zoon in een herberg · Het vertrek van de Sunammitische vrouw · De vlucht naar Egypte · De vlucht naar Egypte · Zelfportret op jeugdige leeftijd (ca. 1628) · Zelfportret met twee cirkels · Zelfportret als de apostel Paulus